# Love on the Beat
Albums de Serge Gainsbourg
Mauvaises nouvelles des étoiles
(1981) Gainsbourg Live
(1985)
Singles
1. Love on the Beat
Sortie : 1984[1]
2. No Comment
Sortie : 1985
3. Lemon Incest
Sortie : 1985

Love on the Beat est le seizième album studio de Serge Gainsbourg sorti en 1984, chez Philips.

## Historique
Pour cet album, Gainsbourg a fréquenté des musiciens nord-américains pour obtenir un son funk-rock rompant avec le reggae de ses albums précédents. L'album fut controversé pour ses paroles au contenu sexuel prononcé, particulièrement Lemon Incest, évoquant l'inceste père-fille et chantée en duo avec sa fille Charlotte, alors âgée de treize ans. Son second tube  Love on the beat, s'il joue sur l’ambiguïté de la sonorité du mot anglais beat pour un francophone, est clairement la description en talking over d'un rapport sexuel incluant cunnilingus et sodomie. Les cris de jouissance féminins sont ceux de sa compagne Bambou, qu'il aurait enregistrés à son insu durant leurs actes sexuels[réf. nécessaire].
Le disque comprend également deux chansons ayant clairement pour thème l'homosexualité : le titre I'm The Boy fait référence aux rencontres homosexuelles nocturnes (bars gay, prostitution, backroom… ce n'est pas clairement défini[précision nécessaire]), tandis que Kiss Me Hardy évoque le même sujet en citant le peintre Francis Bacon, et en reprenant les prétendues dernières paroles de l'amiral Nelson à son aide de camp Thomas Hardy. Gainsbourg, grand provocateur, évoqua tout au long de la promotion de ce disque ses supposées expériences homosexuelles. Il renia cependant ses propos quelques années plus tard en déclarant que « c'était pour balancer ». Le refrain du morceau I'm The Boy reprend la mélodie de l'introduction du Sacre du printemps d'Igor Stravinsky.
Cet album contient aussi Harley David (Son of a Bitch), variante trash et décalée de la chanson Harley Davidson qu'il a écrite et composée en 1968 pour Brigitte Bardot.
La pochette de l'album, réalisée par William Klein, représente Serge Gainsbourg en portrait noir et blanc et en travesti, fond de teint, lèvres rouges, ongles longs et parfaitement manucurés, cheveux plaqués vers l'arrière, long cigarillo, tandis que sont gommées ses poches sous les yeux dues notamment à l'alcoolisme et au tabagisme. Serge Gainsbourg voulait, selon le photographe, être « une femme la plus sublime possible ».
La crudité de ses paroles choqua[Qui ?] mais l'album ne subit aucune censure. Gainsbourg en a chanté plusieurs titres lors de ses concerts au Casino de Paris en 1985 (dont témoigne Gainsbourg Live), ainsi qu'au Zénith en 1988 (dont témoigne Le Zénith de Gainsbourg).

## Accueil critique
Selon l'édition française du magazine Rolling Stone, cet album est le 63e meilleur album de rock français. L'album a été récompensé par deux prix aux Victoires de la musique en 1985 : Victoire de l'album de chansons et Victoire de la pochette de disque.

## Titres
Toutes les chansons sont écrites et composées par Serge Gainsbourg, sauf Lemon Incest (Gainsbourg, Chopin).
| No | Titre                                    | Durée |
| -- | ---------------------------------------- | ----- |
| 1. | Love on the Beat                         | 8:04  |
| 2. | Sorry Angel                              | 3:47  |
| 3. | Hmm Hmm Hmm                              | 2:50  |
| 4. | Kiss Me Hardy                            | 4:25  |
| 5. | No Comment                               | 5:08  |
| 6. | I'm the Boy                              | 4:28  |
| 7. | Harley David (Son of a Bitch)            | 3:01  |
| 8. | Lemon Incest - avec Charlotte Gainsbourg | 5:12  |

## Musiciens
- Serge Gainsbourg – chant, claviers, arrangements
- Billy Rush (en) – basse, guitare électrique, production, programmation de boîte à rythmes
- Larry Fast – synthétiseur, programmation
- Stan Harrison – saxophone
- George Simms & Steve Simms – chœurs
- Charlotte Gainsbourg – chant sur Lemon Incest

## Classement et ventes
| Classement (1984) | Meilleure place |
| ----------------- | --------------- |
| France (SNEP)     | 3               |

## Certifications et ventes
| Pays   | Ventes certifiées | Certification | Date |
| ------ | ----------------- | ------------- | ---- |
| France | 100 000           | Or            | 1984 |
| France | 400 000           | Platine       | 1984 |

## Reprise par Alex Beaupain
Alex Beaupain a enregistré une reprise intégrale de l'album Love on the Beat en 2021, ainsi qu'une version live avec l'Orchestre philharmonique de Radio France.